# Bernardo Aranda
Bernardo Aranda Valdez, (Arroyos y Esteros, 12 de marzo de 1932 - Asunción, 1 de septiembre de 1959) fue un locutor, programador radial y bailarín paraguayo.

## Biografía
Nació en la ciudad de Arroyos y Esteros, Departamento de Cordillera, el 12 de marzo de 1932 hijo de Catalina Valdez y Ramón Aranda. 
Queda en la memoria como “el primer referente del rock nacional  [que] no es un músico, sino un locutor y bailarín de nombre Bernardo Aranda: era él quien pasaba rock and roll en Radio Comuneros”.
Fue asesinado el 1 de septiembre de 1959 quemado mientras dormía, a raíz de este acontecimiento las autoridades de la dictadura paraguaya realizaron “la más completa investigación judicial, médica, y policial” desconocida hasta esa época.
El crimen fue considerado como pasional y al “sospecharse que la víctima era homosexual, se dedujo que los autores del supuesto crimen lo eran y que por lo tanto cualquier homosexual estaba involucrado. Como consecuencia de este hecho, 108 homosexuales hombres fueron detenidos para realizar las investigaciones del supuesto asesinato y los nombres de los detenidos fue difundida en una lista que se conoció como ´la lista de los 108´”.